# Heinrich Wisselmann
Heinrich Wisselmann (* 14. Januar 1889 in Obermassen; † 26. Juni 1967 in Bad Oeynhausen) war ein deutscher Bergmann, Unternehmer und Wehrwirtschaftsführer.

## Leben und Tätigkeit
Wisselmann besuchte das Evangelisch Stiftische Gymnasium Gütersloh, wo er 1908 auch die Reifeprüfung ablegte. Er wurde 1912 Bergreferendar und später Bergassessor. 1920 wurde er Bergwerksdirektor der Steinkohlenzeche Mansfeld in Bochum-Langendreer. 1923 übernahm er zusätzlich die Leitung der Zeche Sachsen in Heessen. Im Januar 1934 erfolgte seine Berufung in den Vorstand der Preußischen Hütten- und Bergwerks AG (Preussag). Er gehörte auch dem Aufsichtsrat der Reichswerke AG für Berg- und Hüttenbetrieb Hermann Göring an. Er wurde außerdem zum Leiter der Wirtschaftsgruppe Bergbau der Reichsgruppe Industrie ernannt. Ferner war er Mitglied im Beirat der Deutschen Reichsbank und im Aufsichtsrat der Kontinentalen Öl-Aktiengesellschaft, der Bergwerksgesellschaft Hibernia Aktiengesellschaft und zahlreicher weiterer Unternehmen. Von 1941 bis 1944 war er Aufsichtsrat des Munitions- und Sprengstoffherstellers Westfälisch-Anhaltische Sprengstoff-Actiengesellschaft (WASAG oder Westfalit) und von 1943 bis 1945 Aufsichtsrat der WASAG-Chemie.
Wisselmann wurde 1938 zum Wehrwirtschaftsführer ernannt. 1943 trat Wisselmann der NSDAP bei.
1942 kaufte die Preussag, deren Generaldirektor Heinrich Wisselmann von 1936 bis 1943 war, von der Haupttreuhandstelle Ost mehrere Gruben- und Bergerechtsame zu einem Preis von 77 Mio. RM ohne jegliche Beachtung der rechtmäßigen Eigentümer dieser in den im September 1939 vom Deutschen Reich völkerrechtswidrig überfallenen und besetzten polnischen Gebiete gelegenen Unternehmen.
Nach Ende des Zweiten Weltkrieges war Heinrich Wisselmann ab 1946 zunächst Leiter der Zweigniederlassung Erdöl- und Bohrbetrieb der Preussag in Bad Salzdetfurth. 1950 gelang ihm der Wiedereinstieg in die Führungsebene bei der Salzdetfurth AG in Hannover und der Mansfeld AG für Bergbau und Hüttenbetriebe in Hannover. Außerdem gehörte er dem Landesbeirat Niedersachsen der Commerzbank an. Wisselmann ist im Braunbuch namentlich aufgeführt.
Von 1956 bis Ende 1958 war Wisselmann Vorsitzender des Vorstands des Kali-Forschungs-Instituts e. V., Mitglied des Vorstands der Bundesvereinigung der Deutschen Arbeitgeberverbände und von 1957 bis 1959 auch Mitglied des Verwaltungsrats der Gesellschaft Deutscher Metallhütten und Bergleute.

## Ehrungen
- 1955: Dr.-Ing. e. h. durch die Fakultät für Bergbau und Hüttenwesen der Technischen Universität Berlin.[2]
- 1958: Goldener Ehrenring des Deutschen Museums München[2]
- 1961: Heinitz-Plakette der Wirtschaftsvereinigung Bergbau[2]
- 1964: Großes Verdienstkreuz der Bundesrepublik[2][8]